# ارين براون (سياسي)
ارين براون (بالإنجليزية: Warren Braun)‏ هو سياسي أمريكي، ولد في 12 يونيو 1934. حزبياً، نشط في الحزب الديمقراطي. وقد انتخب عضو مجلس ولاية ويسكونسن.